# Dorfkirche Wenzlow

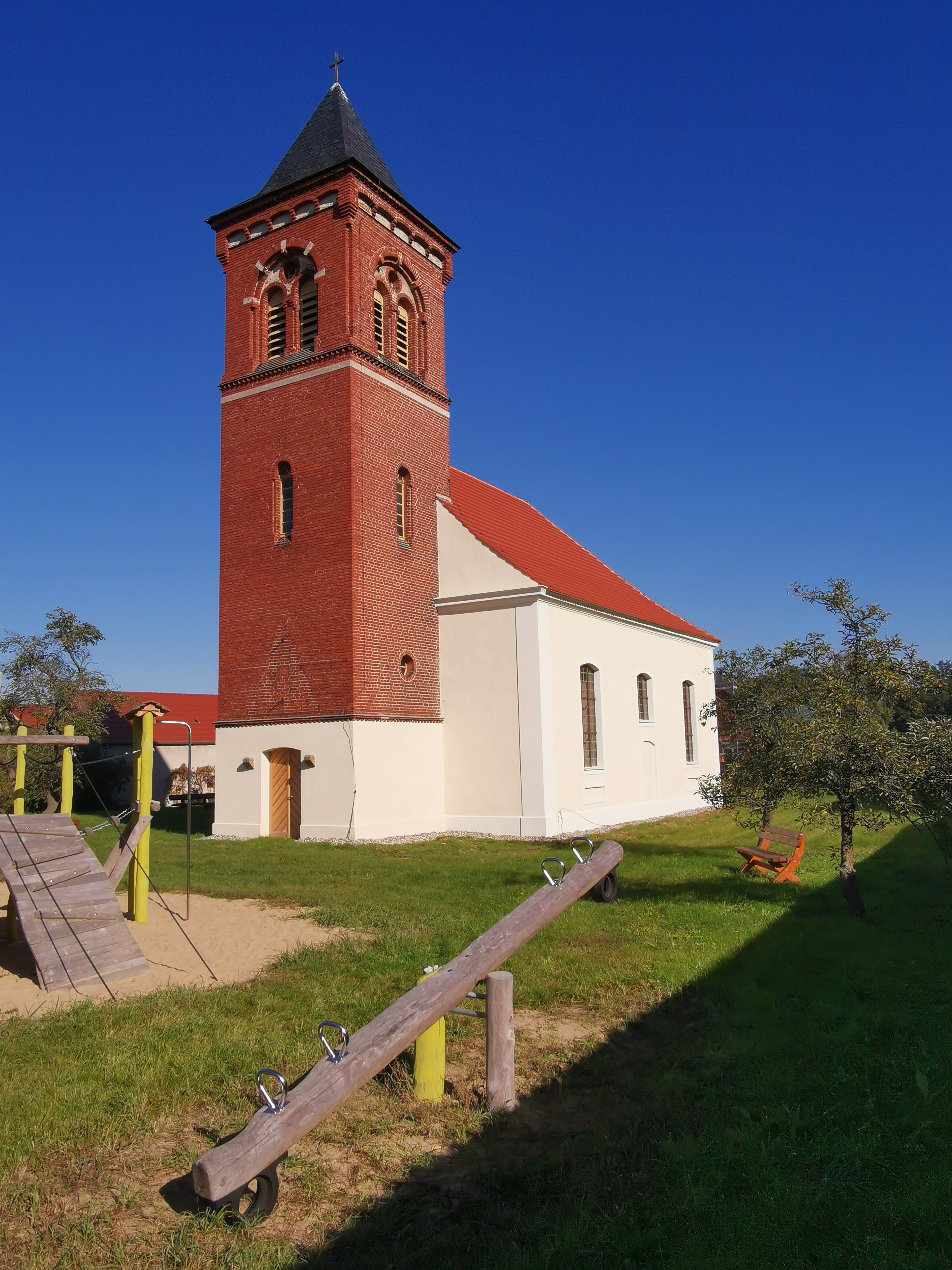
Dorfkirche Wenzlow

Die evangelische, denkmalgeschützte Dorfkirche Wenzlow steht in Wenzlow, einer Gemeinde im Landkreis Potsdam-Mittelmark von Brandenburg. Sie gehört zum Pfarrbereich Fläming-Fiener I im Kirchenkreis Elbe-Fläming der Evangelischen Kirche in Mitteldeutschland.

## Beschreibung
Die verputzte Saalkirche wurde im 18. Jahrhundert erbaut. Ihr quadratischer Kirchturm im Westen des Langhauses wurde 1895 im neuromanischen Baustil aus Backsteinen erneuert und mit einem schiefergedeckten Pyramidendach bedeckt. Sein oberstes Geschoss beherbergt hinter den als Biforien gestalteten Klangarkaden den Glockenstuhl. 
Der mit Emporen ausgestattete Innenraum ist mit einer Flachdecke überspannt, die von Vouten gerahmt wird. Zur Kirchenausstattung gehört ein Taufengel aus der zweiten Hälfte des 18. Jahrhunderts. Die Orgel wurde 1892 von Robert Voigt gebaut.